# Pristaulacus colombianus
Pristaulacus colombianus är en stekelart som beskrevs av Smith 2005. Pristaulacus colombianus ingår i släktet Pristaulacus och familjen vedlarvsteklar. Inga underarter finns listade i Catalogue of Life.